# Занде
За́нде (санде, азанде, базенда, басінгі) — народ у Центральній Африці.

## Територія проживання і чисельність
Представники народу живуть у верхів'ях річки Убангі, між річками Мбому та Уеле у ДР Конго та прикордонних районах ЦАР і Південного Судану.
Чисельність занде — приблизно 2,7 млн чоловік (1983), з них у ДР Конго — 1,9 млн, Судані — 0,6 млн та ЦАР — 0,25 млн чоловік.

## Етногенез і мова
Об'єднує різні за етнічним походженням групи: мбому, ба, ндія, біле, бамбої, адіо та ін. До занде дуже близькі барамо (амінгбуа), памбія та ін., які живуть на схід від середньої течії річки Уеле. Історично, як етнічна спільнота, сформувались у XVIII–XIX століть шляхом консолідації різних етнічних компонентів.
Розмовляють мовою занде (азанде) східної групи адамауа-східних мов.

## Традиційні заняття і вірування
Основні заняття — тропічне ручне підсічно-вогневе землеробство (елевсина, кукурудза, сорго, кунжут, таро, маніок, арахіс, рис, кавуни, банани) та риболовство.
Традиційні ремесла — ковальство, обробка слонової кістки, плетіння кошиків тощо.
Більш докладно див.: Азанде мистецтво
Зберігаються традиційні вірування — культ предків (аторо), віра в чаклунство і магію.